# I Liceum Ogólnokształcące im. Edwarda Dembowskiego w Gliwicach
I Liceum Ogólnokształcące Dwujęzyczne im. Edwarda Dembowskiego – publiczne liceum ogólnokształcące w Gliwicach.

## Informacje ogólne
Teren szkoły położony jest pomiędzy ulicami Zimnej Wody i Konarskiego w dzielnicy Politechnika naprzeciw Wydziału Inżynierii Środowiska i Energetyki Politechniki Śląskiej.
W 2010 szkoła otrzymała autoryzację do prowadzenia Diploma Programme Matury Międzynarodowej.

## Historia

### Szkoła niemiecka
Prace nad budową budynku szkoły trwały w latach 1913–1915. Budynek mieścił 17 sal lekcyjnych, w których naukę podjąć miało 18 klas. Otwarcie nowej szkoły miało miejsce 15 listopada 1915 roku.

### Okres powojenny
Od 1 września 1949 roku działała w budynku Ogólnokształcąca Szkoła Towarzystwa Przyjaciół Dzieci, szkoła stopnia podstawowego i licealnego. Dyrektorem został Bolesław Janicki, a zastępcą Teofila Fidos, a naukę rozpoczęło 755 uczniów, w tym 104 w Liceum Ogólnokształcącym. W październiku tego samego roku zastępca dyrektora szkoły zrezygnowała ze swojej funkcji, a na jej miejsce powołano Stefana Łabana, który w listopadzie tego samego roku zmarł na zawał serca po posiedzeniu rady pedagogicznej. W roku 1960 Ministerstwo Oświaty i Wychowania zatwierdziło nazwę szkoły w następującym brzmieniu: „Szkoła Podstawowa i Liceum Ogólnokształcące im. Edwarda Dembowskiego w Gliwicach”, a w roku szkolnym 1967/68 nastąpiło rozdzielenie szkoły podstawowej i liceum ogólnokształcącego, mimo że pracowały w tym samym budynku. 
W roku szkolnym 1972/73 funkcję dyrektora pełniła Julia Kamińska, zastąpiona przez Józefa Lazarowicza. Od czerwca 1976 roku w budynku znajdowało się już tylko I Liceum Ogólnokształcące im. Edwarda Dembowskiego. W roku szkolnym 1981/82 szkołą kierował Romuald Latta, zastąpiony przez Marię Tyrek. W latach 1990–2002 dyrektorem szkoły Irena Trzcionka. W roku 2001 decyzją władz miasta Gliwice do I Liceum Ogólnokształcącego przyłączono Gimnazjum Nr 14 i utworzony został Zespół Szkół Ogólnokształcących Nr 10.
W 2002 roku dyrektorem został Adam Sarkowicz, który z przerwą na lata szkolne 2014/2015 i 2015/16, kiedy pełniącym obowiązki dyrektora był Damian Kołtun, pełni te obowiązki do dzisiaj (2023). 
W listopadzie 2005 roku szkoła otrzymała Certyfikat "Śląskiej Szkoły Jakości" przyznany przez Śląskiego Kuratora Oświaty.
1 września 2008 roku w gimnazjum otworzono pierwszą klasę dwujęzyczną z językiem angielskim jako językiem nauczania – powstało Gimnazjum z Oddziałami Dwujęzycznymi Nr 14.
Od 1 września 2009 roku w I LO działa klasa pre-IB przygotowująca do programu Matury Międzynarodowej.
W dniu 26 kwietnia 2010 roku szkoła otrzymała jako pierwsza szkoła publiczna w województwie śląskim Certyfikat Organizacji Międzynarodowej Matury (IBO) uprawniający do prowadzenia Diploma Programme. Od 1 września 2010 roku w szkole rozpoczęto realizację 2 letniego programu Diploma Programme (Matura Międzynarodowa International Baccalaureate Organization – otrzymanie zgody Ministerstwa Edukacji Narodowej na utworzenie Oddziału Międzynarodowego).
20 lutego 2017 r. szkoła otrzymała autoryzację Organizacji Matury Międzynarodowej do prowadzenia programu Middle Years Programme.
Od 1 września 2017 r., ze względu na reformę systemu oświaty, szkoła została przekształcona ponownie w samodzielne liceum: I Liceum Ogólnokształcące Dwujęzyczne im. E. Dembowskiego. We wszystkich klasach wprowadzono nauczanie dwujęzyczne.
W 2019 roku liceum obchodziło uroczystość 70-lecia swojej działalności.
W kwietniu 2021 r. oddano do użytku nową halę i boiska ze sztuczną nawierzchnią a od 1 września 2021 r. rozpoczęto nauczanie w nowym budynku przedmiotów doświadczalnych.

## Rankingi
Liceum w ostatnich 5 latach (2018–2023) otrzymuje tytuł „Złotej Szkoły” w Rankingu Liceów „Perspektywy”. W roku 2020 szkoła zajęła najwyższe miejsce w swojej historii w rankingu - 53. miejsce w kraju i 3. miejsce w województwie śląskim. W 2021 roku szkoła zajęła najwyższe miejsce w swojej historii w rankingu szkół olimpijskich - 28. miejsce w Polsce.

## Współpraca międzynarodowa
Szkoła prowadzi stały program wymiany uczniowskiej z Gymnasium Marianum w Meppen (Niemcy). 

## Znani absolwenci
Źródło.
- Piotr Sobotta (1958)
- Zdzisław Kamiński (1964)
- Ewa Rolnik-Janik (1965)[15]
- Karol Tadeusz Lubelski (1966)
- Maria Bereźnicka-Przyłęcka (1967)[16]
- Piotr van der Coghen (1972)
- Adam Neumann (1978)
- Dariusz Dusza (1980)
- Marek Pasionek (1980)
- Andrzej Potocki (1983)
- Jerzy Mercik (1984)[17]
- Andrzej Walter (1988)
- Andrzej Folwarczny (1989)[15]
- Piotr Stec (1992)
- Marek Widuch (1994)
- Maciej Noga (1995)[18]
- Paweł Duber (1997)
- Rafał Milach (1997)
- Anna R. Burzyńska (1998)
- Aleksander Nowak (1998)
- Szczepan Twardoch (1998)
- Cezary Nowak (CeZik) (2004)
- Monika Rosa (2005)
- Łukasz Winny (2011)[19][20]